# Аннингер
Аннингер (нем. Anninger) — гора в природном парке Фёренберге, на восточном краю Венского Леса в Нижней Австрии. Насчитывает четыре вершины, из которых самая высокая (675 м) зовется собственно Аннингером. Ее венчает смотровая башня Вильгельмсварте (Wilhelmswarte).

## География
Три второстепенные вершины называются Эшенкогель (Eschenkogel, 653 м), Фирйохкогель (Vierjochkogel, 651 м) и Бухкогель (Buchkogel, 639 м). На Эшенкогеле располагается горный приют Аннингерхаус — хотя на такой малой высоте и при наличии городков всего в нескольких километрах, можно, скорее, говорить о ресторане. Недалеко от него расположена 25-метровая смотровая башня Jubiläumswarte (закрыта с 2019 года на ремонт или полную замену). На Фирйохкогеле построен радиопередатчик, принадлежащий A1 Telekom. На юго-восточном склоне, по направлению к Гумпольдскирхену расположен вход в пещеру Драйдерриш — самую большую в Венском Лесу. На северо-восточном склоне находится отрог Йенниберг, интересный с археологической точки зрения.
В нескольких километрах к северу расположена гора Малый Аннингер (Kleiner Anninger, 496 м), с Храмом гусаров, выстроенным на вершине.
К югу находится Пфафстетнер Когель (Pfaffstättner Kogel, 541 м), иногда также называемый Чаперл-Аннингер (Tschapperl-Anninger). На его вершине в 1930 году построен еще один приют-ресторан, Рудольф-Прокш-Хютте, а еще в 1914 возведена смотровая башня Клесхаймварте (Klesheimwarte), названная в честь писателя Антона фон Клесгейма.

## История
От Аннингерхауса в сторону Мёдлинга раньше шла трасса натурбана. Теперь используемая как обычная лесная дорожка, раньше она была обнесена деревянными ограждениями. 14 февраля 1909 года здесь даже проводились международные соревнования, на которых был установлен австрийский рекорд натурбана на дистанции в один километр.
До 1997 года местной достопримечательностью была Широкая сосна. Согласно исследованиям, возраст этого дерева достигал примерно 450 лет. Сосна была известна не только у местных жителей: ее посещали Людвиг ван Бетховен, Франц Шуберт, Густав Климт и другие известные деятели культуры, а Людвиг Фердинанд Шнорр фон Карольсфельд в 1838 году написал картину «Широкая сосна у Брюля». В 1988 году дерево умерло, и 14 января 1997 было спилено из соображений безопасности. Части этой сосны теперь находятся в Музее Нижней Австрии в Санкт-Пёльтене.
На вершине Аннингера в 1887 году была выстроена небольшая каменная башня Вильгельмсварте, названная в честь эрцгерцога Вильгельма Австрийского. Она сохранилась до сих пор, и объявлена памятником архитектуры Австрии. С 2010 года на парапете смотровой площадки красуется «автограф» Йозефа Киселака, нанесенный анонимным подражателем.

## Подъем на гору
Аннингер легкодоступен как по нескольким маркированным дорожкам, так и по огромному количеству тропинок. Подходы с восточной стороны, из коммун в Венском бассейне (Мёдлинг, Гумпольдскирхен, Пфафштеттен) более популярны, чем западные (например, из Гадена).
Разнообразие маршрутов, возможность их комбинации в разных вариантах вместе с большим количеством приютов-ресторанов в округе делают Аннингер «одной из любимых целей для пеших путешествий в окрестностях Вены».
- Вильгельмсварте
- Аннингерхаус
- Бывшая трасса натурбана
- «Широкая сосна» в 1881 году
- Радиопередатчик на Фирйохкогеле